# Doha Diamond League 2018
Navigation
Édition précédente Édition suivante
Le Meeting de Doha 2018 (en anglais : 2018 Doha Diamond League) se déroule le 4 mai 2018 au Qatar SC Stadium de Doha, au Qatar. Il s'agit de la première étape de la Ligue de diamant 2018.

## Résultats

### Hommes
| Rang | Athlète                  | Temps            | Points |
| ---- | ------------------------ | ---------------- | ------ |
| 1    | Noah Lyles               | 19 s 93 (MR, PB) | 8      |
| 2    | Jereem Richards          | 19 s 99          | 7      |
| 3    | Ramil Guliyev            | 20 s 11          | 6      |
| 4    | Aaron Brown              | 20 s 18          | 5      |
| 5    | Nethaneel Mitchell-Blake | 20 s 37          | 4      |
| 6    | Andre De Grasse          | 20 s 46          | 3      |
| 7    | Brandon Carnes           | 20 s 56          | 2      |
| 8    | Rasheed Dwyer            | 20 s 72          | 1      |

| Rang | Athlète             | Temps                | Points |
| ---- | ------------------- | -------------------- | ------ |
| 1    | Steven Gardiner     | 43 s 87 (WL, MR, NR) | 8      |
| 2    | Abdalelah Haroun    | 44 s 50              | 7      |
| 3    | Isaac Makwala       | 44 s 92              | 6      |
| 4    | Gil Roberts         | 45 s 22              | 5      |
| 5    | Baboloki Thebe      | 45 s 58              | 4      |
| 6    | Mohamed Nasir Abbas | 45 s 76              | 3      |
| 7    | Vernon Norwood      | 45 s 82              | 2      |
| 8    | Pieter Conradie     | 46 s 68              | 1      |

| Rang | Athlète                   | Temps         | Points |
| ---- | ------------------------- | ------------- | ------ |
| 1    | Emmanuel Korir            | 1 min 45 s 21 | 8      |
| 2    | Elijah Manangoi           | 1 min 45 s 60 | 7      |
| 3    | Nicholas Kipkoech         | 1 min 46 s 51 | 6      |
| 4    | Adam Kszczot              | 1 min 46 s 70 | 5      |
| 5    | Ferguson Cheruiyot Rotich | 1 min 46 s 76 | 4      |
| 6    | Clayton Murphy            | 1 min 47 s 22 | 3      |
| 7    | Antoine Gakeme            | 1 min 47 s 25 | 2      |
| 8    | Jamal Hairane             | 1 min 47 s 62 | 1      |

| Rang | Athlète           | Temps                | Points |
| ---- | ----------------- | -------------------- | ------ |
| 1    | Abderrahman Samba | 47 s 57 (WL, MR, NR) | 8      |
| 2    | Bershawn Jackson  | 49 s 08              | 7      |
| 3    | Kyron McMaster    | 49 s 46              | 6      |
| 4    | Yasmani Copello   | 49 s 95              | 5      |
| 5    | Cornel Fredericks | 50 s 03              | 4      |
| 6    | Kerron Clement    | 50 s 19              | 3      |
| 7    | Jack Green        | 50 s 22              | 2      |
| 8    | Kariem Hussein    | 51 s 40              | 1      |

| Rang | Athlète                | Marque      | Points |
| ---- | ---------------------- | ----------- | ------ |
| 1    | Mutaz Essa Barshim     | 2,40 m (WL) | 8      |
| 2    | Majd Eddin Ghazal      | 2,33 m      | 7      |
| 3    | Donald Thomas          | 2,30 m      | 6      |
| 4    | Mateusz Przybylko      | 2,24 m      | 5      |
| 5    | Andriy Protsenko       | 2,24 m      | 4      |
| 6    | Edgar Rivera           | 2,20 m      | 3      |
| 7    | Yu Wang                | 2,20 m      | 2      |
| 8    | Mohamat Allamine Hamdi | 2,20 m      | 1      |

| Rang | Athlète                | Marque       | Points |
| ---- | ---------------------- | ------------ | ------ |
| 1    | Pedro Pablo Pichardo   | 17,95 m (WL) | 8      |
| 2    | Christian Taylor       | 17,81 m      | 7      |
| 3    | Alexis Copello         | 17,21 m      | 6      |
| 4    | Nelson Évora           | 17,04 m      | 5      |
| 5    | Chris Benard           | 16,96 m      | 4      |
| 6    | Godfrey Khotso Mokoena | 16,92 m      | 3      |
| 7    | Dong Bin               | 16,65 m      | 2      |
| 8    | Max Hess               | 16,52 m      | 1      |

| \| Rang \| Athlète \| Marque \| Points \| \| ---- \| ------------------ \| ---------------- \| ------ \| \| 1 \| Thomas Röhler \| 91,78 m \| 8 \| \| 2 \| Johannes Vetter \| 91,56 m \| 7 \| \| 3 \| Andreas Hofmann \| 90,08 m \| 6 \| \| 4 \| Neeraj Chopra \| 87,43 m (NR, PB) \| 5 \| \| 5 \| Jakub Vadlejch \| 86,67 m \| 4 \| \| 6 \| Magnus Kirt \| 83,97 m \| 3 \| \| 7 \| Ahmed Bader Magour \| 83,71 m \| 2 \| \| 8 \| Julius Yego \| 80,75 m \| 1 \| |                    |                  |        |
| Rang | Athlète            | Marque           | Points |
| 1 | Thomas Röhler      | 91,78 m          | 8      |
| 2 | Johannes Vetter    | 91,56 m          | 7      |
| 3 | Andreas Hofmann    | 90,08 m          | 6      |
| 4 | Neeraj Chopra      | 87,43 m (NR, PB) | 5      |
| 5 | Jakub Vadlejch     | 86,67 m          | 4      |
| 6 | Magnus Kirt        | 83,97 m          | 3      |
| 7 | Ahmed Bader Magour | 83,71 m          | 2      |
| 8 | Julius Yego        | 80,75 m          | 1      |

### Femmes
| Rang | Athlète                        | Temps            | Points |
| ---- | ------------------------------ | ---------------- | ------ |
| 1    | Marie-Josée Ta Lou             | 10 s 85 (WL, PB) | 8      |
| 2    | Blessing Okagbare-Ighoteguonor | 10 s 90          | 7      |
| 3    | Elaine Thompson                | 10 s 93          | 6      |
| 4    | Murielle Ahouré                | 10 s 96          | 5      |
| 5    | Carina Horn                    | 10 s 98 (NR, PB) | 4      |
| 6    | Dafne Schippers                | 11 s 03          | 3      |
| 7    | Mujinga Kambundji              | 11 s 17          | 2      |
| 8    | Jura Levy                      | 11 s 29          | 1      |

| Rang | Athlète               | Temps                      | Points |
| ---- | --------------------- | -------------------------- | ------ |
| 1    | Caster Semenya        | 3 min 59 s 92 (WL, NR, PB) | 8      |
| 2    | Nelly Jepkosgei       | 4 min 0 s 99 (PB)          | 7      |
| 3    | Habitam Alemu         | 4 min 1 s 41               | 6      |
| 4    | Besu Sado             | 4 min 1 s 75               | 5      |
| 5    | Alemaz Samuel         | 4 min 1 s 78 (PB)          | 4      |
| 6    | Gudaf Tsegay          | 4 min 1 s 81               | 3      |
| 7    | Rababe Arafi          | 4 min 3 s 69               | 2      |
| 8    | Judith Jemutai Kiyeng | 4 min 3 s 87 (PB)          | 1      |

| Rang | Athlète                     | Temps                  | Points |
| ---- | --------------------------- | ---------------------- | ------ |
| 1    | Caroline Chepkoech Kipkirui | 8 min 29 s 05 (WL, PB) | 8      |
| 2    | Agnes Jebet Tirop           | 8 min 29 s 09 (PB)     | 7      |
| 3    | Hyvin Kiyeng                | 8 min 30 s 51 (PB)     | 6      |
| 4    | Jennifer Simpson            | 8 min 30 s 83          | 5      |
| 5    | Letesenbet Gidey            | 8 min 30 s 96 (PB)     | 4      |
| 6    | Lilian Kasait Rengeruk      | 8 min 33 s 13          | 3      |
| 7    | Meskerem Mamo               | 8 min 33 s 63          | 2      |
| 8    | Beyenu Degefa               | 8 min 35 s 76 (PB)     | 1      |

| Rang | Athlète            | Temps   | Points |
| ---- | ------------------ | ------- | ------ |
| 1    | Kendra Harrison    | 12 s 53 | 8      |
| 2    | Brianna McNeal     | 12 s 58 | 7      |
| 3    | Sharika Nelvis     | 12 s 75 | 6      |
| 4    | Jasmin Stowers     | 12 s 77 | 5      |
| 5    | Danielle Williams  | 12 s 82 | 4      |
| 6    | Isabelle Pedersen  | 12 s 82 | 3      |
| 7    | Nadine Visser      | 12 s 94 | 2      |
| 8    | Dawn Harper Nelson | 13 s 21 | 1      |

| Rang | Athlète                | Marque      | Points |
| ---- | ---------------------- | ----------- | ------ |
| 1    | Sandi Morris           | 4,84 m (MR) | 8      |
| 2    | Holly Bradshaw         | 4,64 m      | 7      |
| 3    | Katie Nageotte         | 4,64 m      | 6      |
| 4    | Nikoléta Kyriakopoúlou | 4,64 m      | 5      |
| 4    | Katerina Stefanidi     | 4,64 m      | 5      |
| 6    | Robeilys Peinado       | 4,64 m      | 3      |
| 7    | Alysha Newman          | 4,54 m      | 2      |
| 8    | Olga Mullina           | 4,44 m      | 1      |

| Rang | Athlète             | Marque                | Points |
| ---- | ------------------- | --------------------- | ------ |
| 1    | Sandra Perkovic     | 71,38 m (WL, DLR, MR) | 8      |
| 2    | Yaime Pérez         | 66,82 m               | 7      |
| 3    | Denia Caballero     | 63,80 m               | 6      |
| 4    | Andressa de Morais  | 63,77 m               | 5      |
| 5    | Dani Stevens        | 63,59 m               | 4      |
| 6    | Gia Lewis-Smallwood | 58,73 m               | 3      |
| 7    | Whitney Ashley      | 58,42 m               | 2      |

## Légende
Records et Performances
- AR : Record continental (area record)
- CR : Record des championnats (championship record)
- MR : Record du meeting (meet record)
- NR : Record national (national record)
- OR : Record olympique (olympic record)
- PR : Record paralympique (paralympic record)
- PB : Record personnel (personal best)
- SB : Meilleure performance personnelle de la saison (season's best)
- WL : Meilleure performance mondiale de l'année (world leader)
- WJR : Record du monde junior (world junior record)
- WR : Record du monde (world record)

Circonstances et Conditions
- DNF : N'a pas terminé (did not finish)
- DNS : N'a pas pris le départ (did not start)
- DQ : Disqualification (disqualification)
- NM : Aucun essai valable enregistré (No Mark)
- Q : Qualifié « directement » au prochain tour (ou à la prochaine compétition), lors d'une compétition majeure, grâce au classement ou à la réalisation des minima (automatic qualifier)
- q : Qualifié au prochain tour (ou à la prochaine compétition), lors d'une compétition majeure, grâce au repêchage ou à la réalisation de l'une des meilleures performances parmi celles des « non qualifiés directement » (grâce au meilleur temps ou à la meilleure distance par exemple) (secondary qualifier)

DLR Record de la Ligue de diamant